# Chlerogella elongaticeps
Chlerogella elongaticeps är en biart som beskrevs av Michener 1954. Chlerogella elongaticeps ingår i släktet Chlerogella och familjen vägbin. Inga underarter finns listade i Catalogue of Life.